# Miguel Ângelo Moita Garcia
Miguel Ângelo Moita Garcia (Moura, 4 febbraio 1983) è un ex calciatore portoghese, difensore.

## Carriera

### Club

#### Sporting Lisbona
Nato a Moura, nell'Alentejo, cresce calcisticamente nella squadra locale del Moura, prima di essere ingaggiato dalle giovanili dello Sporting Lisbona nel 1997. Entrato nello Sporting Lisbona B, in terza serie portoghese, nel 2002-2003, il 16 agosto 2003 debutta in prima squadra nella gara vinta per 2-1 in casa dell'Académica.
Nella stagione 2004-2005 entra in pianta stabile negli undici titolari. Il 5 maggio 2005 segna con un colpo di testa il gol all'ultimo minuto dei supplementari che permette allo Sporting di vincere contro l'AZ Alkmaar e di giocarsi la finale di Coppa UEFA, poi persa contro il CSKA Mosca.
Con la maglia della squadra di Lisbona gioca altre due stagioni e colleziona in totale 61 presenze.

#### Reggina, Olhanense e Braga
Acquistato dalla Reggina nel 2007, non ha mai debuttato in Serie A con la maglia amaranto, in quanto colpito ad ottobre da un serio infortunio. Nella primavera 2008 la Reggina ha annunciato la rescissione consensuale del contratto.
Ritorna al calcio giocato a metà luglio 2009, quando viene aggregato allo Sporting Clube Olhanense di Jorge Costa, appena promosso nella massima serie. Dopo 11 presenze, si trasferisce nel gennaio 2010 al Braga per 50.000 euro, per rimpiazzare il partente João Pereira. Gioca quindi da titolare tutte le partite ad eliminazione diretta dell'Europa League (escluso il ritorno dei quarti di finale), nella storica annata del 2010-2011 che vedrà il Braga accedere alla sua prima finale continentale.

#### Orduspor e Maiorca
Nel 2011 viene acquistato dai turchi dell'Orduspor, con cui disputa due stagioni in Süper Lig.
Retrocesso con l'Orduspor in seconda divisione turca, nel 2013 Miguel Garcia si trasferisce al Maiorca, ma con la squadra delle Baleari gioca solo in dieci occasioni in Segunda División, prima di rescindere il contratto.

#### Le ultime stagioni in India
Il 2 settembre 2014 sottoscrive un contratto col NorthEast United, nella neonata Indian Super League. Il 15 gennaio 2015 passa ad un altro team indiano, l'FC Goa, prima di tornare il 20 giugno al NorthEast United.
Il 6 ottobre 2015, nella gara di apertura della stagione contro il Kerala Blasters, rimedia una tendinopatia d'Achille bilaterale che lo costringe a ritirarsi dal calcio.

### Nazionale
Miguel Garcia ha fatto parte della nazionale portoghese under-21 che ha conquistato il terzo posto agli Europei del 2004. Non ha comunque fatto parte della spedizione olimpica ad Atene sempre dello stesso anno.

## Statistiche

### Presenze e reti nei club
Statistiche aggiornate al 20 settembre 2010.
| Stagione       | Squadra            | Serie | Presenze | Reti |
| 2002-2003      | Sporting Lisbona B | C     | 35       | 0    |
| ago.-nov. 2003 | Sporting Lisbona B | C     | 2        | 0    |
| nov. 2003-2004 | Sporting Lisbona   | A     | 25       | 0    |
| 2004-2005      | Sporting Lisbona   | A     | 14       | 0    |
| 2005-2006      | Sporting Lisbona   | A     | 16       | 0    |
| 2006-2007      | Sporting Lisbona   | A     | 6        | 0    |
| 2007-mar. 2008 | Reggina            | A     | 0        | 0    |
| 2009-gen. 2010 | Olhanense          | A     | 11       | 0    |
| gen.-giu. 2010 | Braga              | A     | 18       | 0    |
| 2010-2011      | Braga              | A     | 3        | 0    |

## Palmarès

### Club

#### Competizioni nazionali
- Coppa di Portogallo: 1

Sporting: 2006-2007
- Supercoppa di Portogallo: 1

Sporting: 2007